# SN 2007ny
SN 2007ny – supernowa typu II-P odkryta 8 października 2007 roku w galaktyce A014055+0013. W momencie odkrycia miała maksymalną jasność 21,40m.